# ベルリン地下鉄

ベルリン地下鉄の路線図

ベルリン地下鉄（ドイツ語: U-Bahn Berlin ウーバーン・ベアリーン）は、ドイツの首都ベルリンを走行する地下鉄（Uバーン）。

## 概要
1902年2月15日開業。現在、9路線、174駅、総延長は約149kmである。全駅がベルリン市内にある（U5の ヘーノウ駅はブランデンブルク州の地名を駅名としているが、駅舎や線路など鉄道関連施設はすべてベルリン市内にある）。ベルリン市交通局(BVG)が運営している。路線名は番号によって表され、たとえば「U1」はU-Bahnlinie 1、すなわち地下鉄1号線を表す。

## 路線

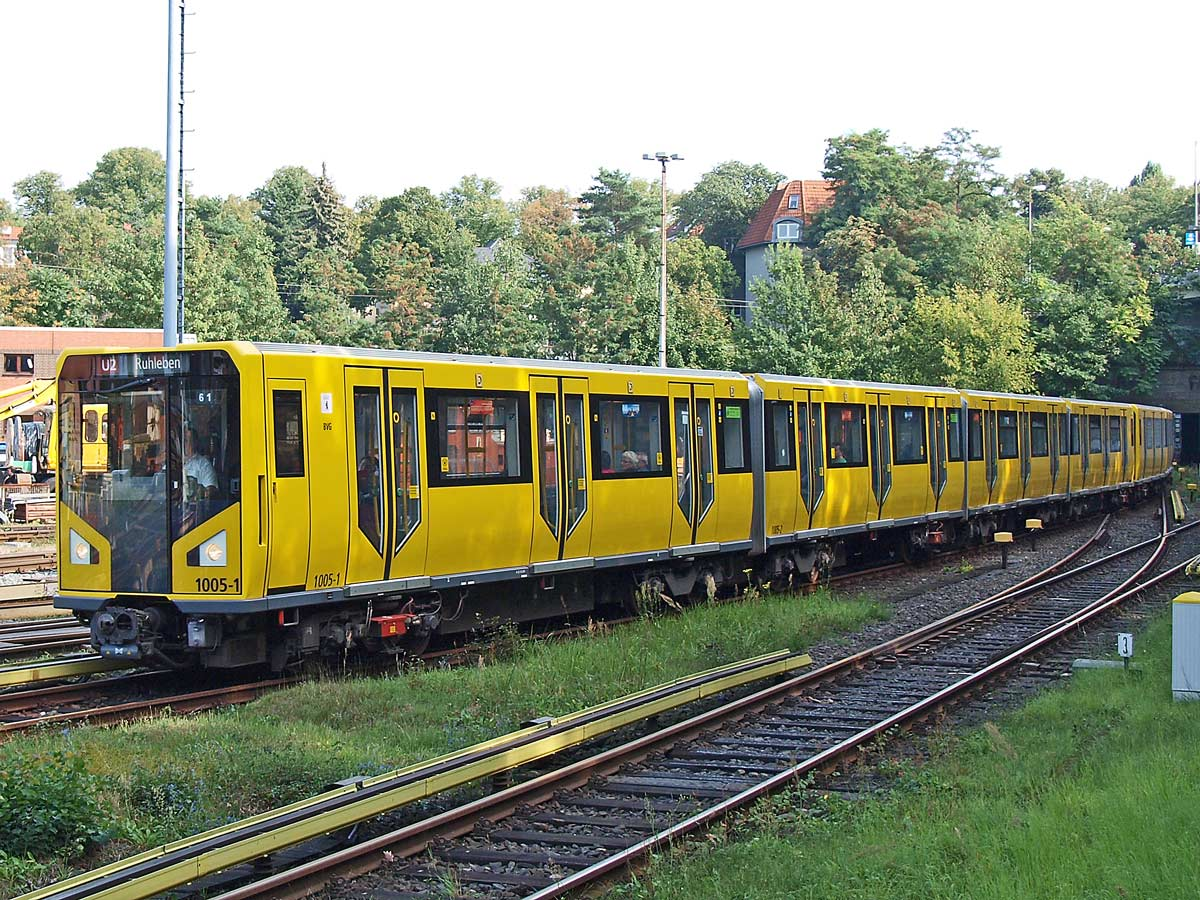
U2号線の地上区間を走るHK形車両

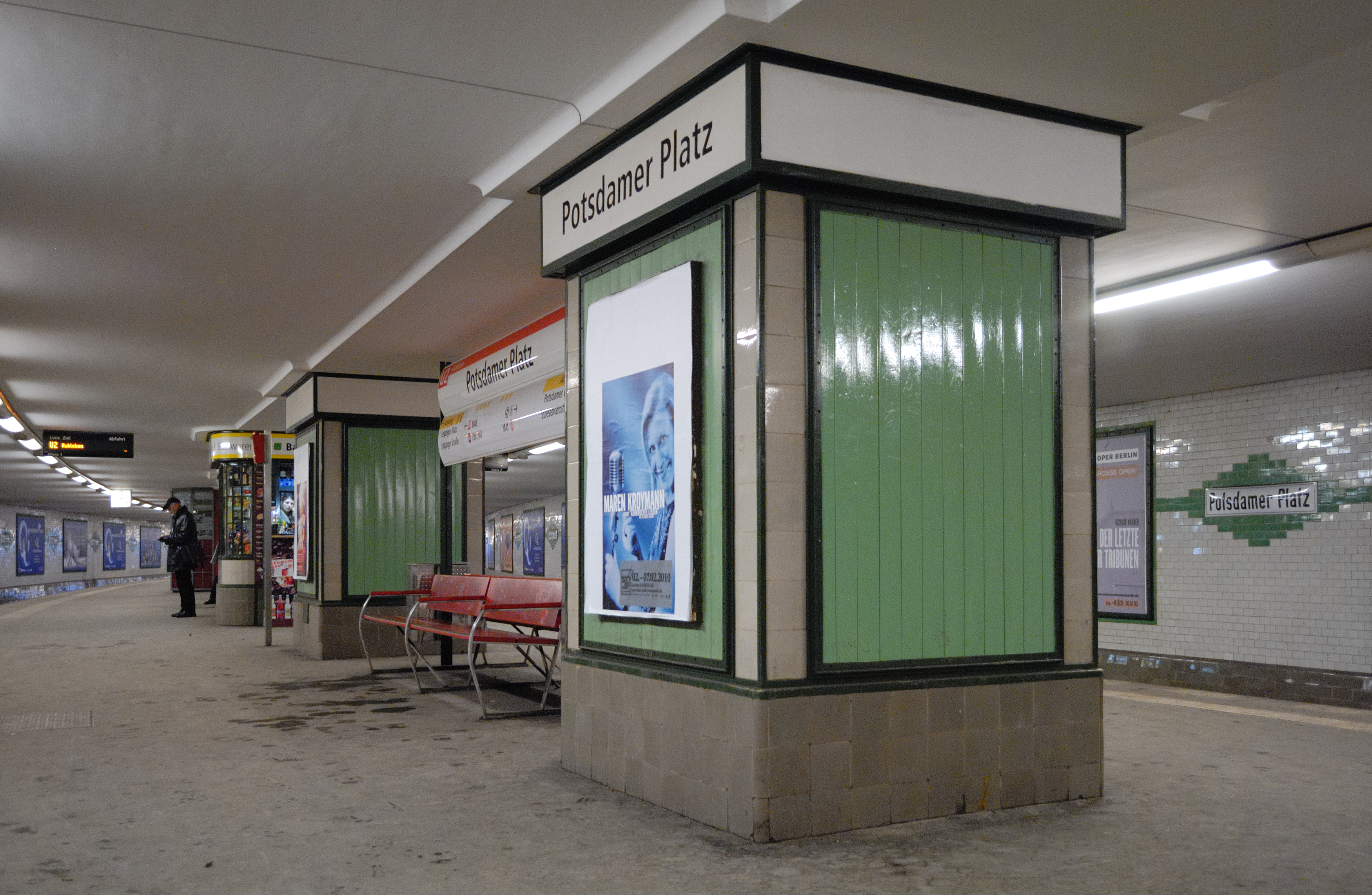
主要な商業地の一つポツダム広場に位置するポツダム広場駅

ベルリンが東西に分断されていた冷戦時代には地下鉄の路線も分断されたり、一部の駅が閉鎖されるなどしていた。
ドイツの再統一後は路線の再建が進められ、現在は元の水準を取り戻している。なおベルリンU-Bahnではすべての路線が第三軌条方式により750Vで直流電化されている。
| 路線名 | 区間                                                          | 開通年          | 路線距離 | 駅数 |
| ------ | ------------------------------------------------------------- | --------------- | -------- | ---- |
| U1     | ウーラントシュトラーセ駅 ←→ ヴァルシャウアー・シュトラーセ駅  | 1902年 - 1926年 | 8.81 km  | 13   |
| U2     | パンコウ駅 ←→ ルーレーベン駅                                  | 1902年 - 2000年 | 20.39 km | 29   |
| U3     | ヴァルシャウアー・シュトラーセ駅 ←→ クルメ・ランケ駅          | 1913年 - 1929年 | 18.9 km  | 24   |
| U4     | ノレンドルフプラッツ駅 ←→ インスブルッカー・プラッツ駅        | 1910年          | 2.86 km  | 5    |
| U5     | ベルリン中央駅 ←→ ヘーノウ駅                                  | 1930年 - 2020年 | 22.4 km  | 26   |
| U6     | アルト＝テーゲル駅 ←→ アルト＝マリーエンドルフ駅              | 1923年 - 1966年 | 19.88 km | 29   |
| U7     | ラートハウス・シュパンダウ駅 ←→ ルードウ駅                    | 1924年 - 1984年 | 31.76 km | 40   |
| U8     | ヴィテナウ駅 ←→ ヘルマンシュトラーセ駅                        | 1927年 - 1996年 | 18.04 km | 24   |
| U9     | ラートハウス・シュテーグリッツ駅←→ オスロアー・シュトラーセ駅 | 1961年 - 1976年 | 12.52 km | 18   |

## 歴史

### 第二次世界大戦前

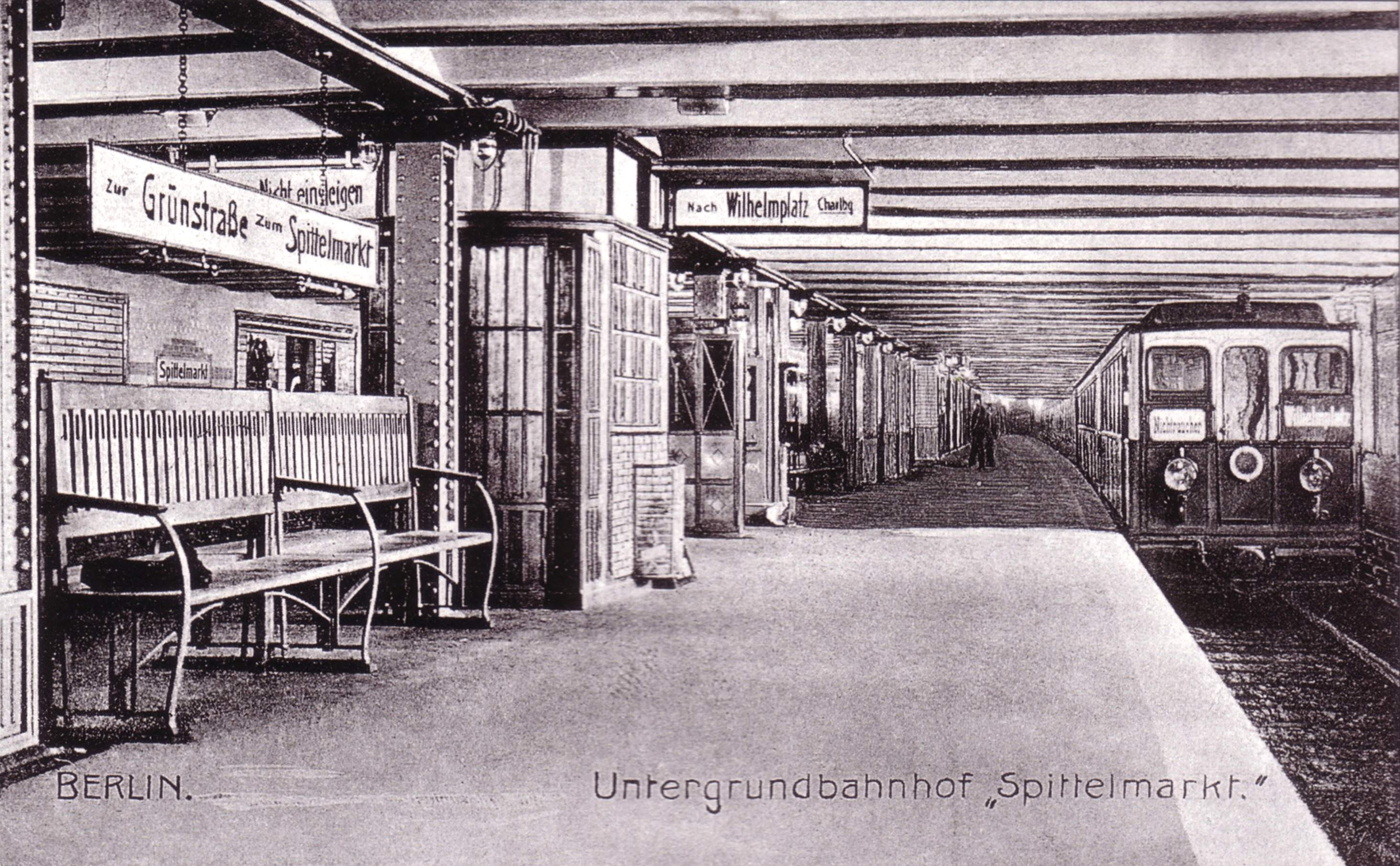
戦前の地下鉄(1908年)

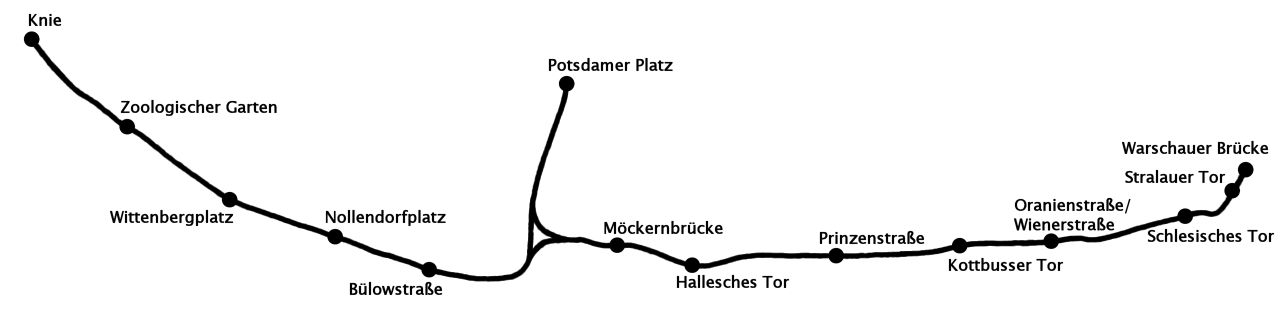
1902年末の時点での路線図

ベルリンに地下鉄を敷設する計画は19世紀末には存在した。
1902年2月にポツダマー・プラッツ駅―シュトラーラウアー・トーア駅駅間で開業し、同年末には ヴァルシャウアー・シュトラーセ駅―クニー駅駅間およびポツダマー・プラッツ駅への支線が開通した。当時の開通区間は現在のU1号線のヴァルシャウアー・シュトラーセ駅―メッケルンブリュッケ駅、およびU2号線のポツダマー・プラッツ駅―エルンスト＝ロイター＝プラッツ駅間に当たる。メッケルンブリュッケ駅―ポツダマー・プラッツ駅間およびメッケルンブリュッケ駅―ビューロウシュトラーセ駅間の区間は、その後の路線変更により現在は使われていない。ドイツ初の地下鉄ではあるが、ツォーローギシャー・ガルテン駅付近およびポツダマー・プラッツ駅を除き高架線であった。その後、第一次世界大戦前の1913年までにツォーローギシャー・ガルテン駅から西方のシュターディオン駅へ、途中から南西のティールプラッツ駅へ、ポツダム広場から市街中心を通り北東のシュピッテルマルクト駅へ順次路線が延長された。
第一次大戦後、市域の拡大（いわゆる「大ベルリン」）にともない、新規地下鉄路線が計画された。市街中心を南北に貫くこの路線は、1930年に電機メーカーのAEGの手でゲズントブルンネン駅―アレクサンダープラッツ駅―ライネシュトラーセ駅（ノイケルン区）まで開業した。現在はU8号線の一部となっている。それまでの路線と規格を異にし、車輛が大型化されている。

### 第二次世界大戦後

#### 冷戦による東西ベルリンの分断
ベルリン市街戦によって地下鉄も甚大な被害を受けたものの、1950年までに復旧を完了し69.5km、93駅での営業にこぎつけた。しかし、連合国によるベルリンの分割占領と、それに続く東西ベルリンの分裂は地下鉄の運行にも影を落とし、境界線上では警笛を鳴らして運行せざるを得なかった。
戦後も路線の延伸は続けられ、1953年―1955年にかけて総延長200kmを目指す延伸工事が着手された。手始めに1958年5月31日までにC号線（現在のU6号線）は、既存のテンペルホーフ駅からゼーシュトラーセ駅までの区間を、アルト＝テーゲル駅まで延伸した。
また西ベルリンの南北を東ベルリンを避けて結ぶ路線としてG号線（現在のU9号線）が着工された。なお1961年の開業を目前にベルリンの壁が建設され、開業が繰上げられた経緯がある。
壁の構築後は、東西ベルリンを行き交う運行は完全に停止し（ベルリンの壁#国境封鎖そして有刺鉄線）、A号線が東西に分断・一部区間が運休に追い込まれた。但しC号線とD号線については（西ベルリン当局が東ドイツ政府に2000万マルクを支払って）東ベルリン内での通行が認められ、唯一フリードリヒシュトラーセ駅でのみ（東ドイツ当局の認可した範囲内で）同駅で接続するSバーンとの乗り換えに限って客扱いを認めることになり、残りの東ベルリン内の駅は通過扱いとなった（幽霊駅）。

#### ベルリンの壁崩壊から復興まで
壁崩落後、分断区間を解消する工事が行われ、統一された。また、通過扱いとなっていた「幽霊駅」についても営業が再開されている。

## 車両

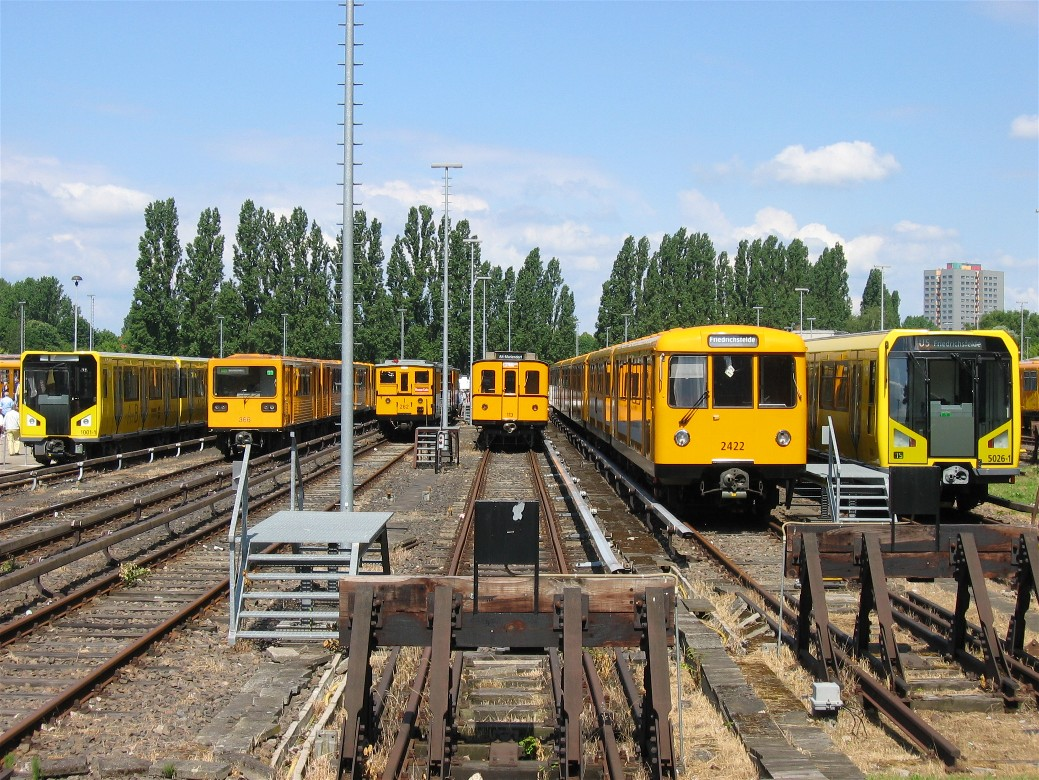
ベルリン地下鉄の車両（動態保存車両も含む）

ベルリン地下鉄では主に初期の路線（U1-U4）で採用された小型車体と、比較的新しい路線（U5-U9）で採用された大型車体の2種類の車両がある。詳しくはベルリン地下鉄の車両を参照のこと。

## 運賃
ベルリン地下鉄ではベルリン＝ブランデンブルク交通連合（VBB：Verkehrsverbund Berlin-Brandenburg）の共通料金システムを採用している。そのため地下鉄、Sバーン、近郊電車、トラム、バス、
フェリーは、追加の初乗運賃なしで乗り換えが可能である（ただし短距離券の扱いは異なる）。
| 券種     | ゾーン                                                                               | 料金        | 有効期間        |
| -------- | ------------------------------------------------------------------------------------ | ----------- | --------------- |
| 短距離券 | 地下鉄およびSバーンの3駅以内（乗換可能） （バスおよびトラムは6停留所以内、乗換不可） | 1.90 ユーロ |                 |
| 一回券   | Berlin AB                                                                            | 2.90 ユーロ | 2時間           |
| 一回券   | Berlin BC                                                                            | 3.30 ユーロ | 同上            |
| 一回券   | Berlin ABC                                                                           | 3.60 ユーロ | 同上            |
| 一日券   | Berlin AB                                                                            | 8.60 ユーロ | 翌日午前3時まで |
| 一日券   | Berlin BC                                                                            | 9.00 ユーロ | 同上            |
| 一日券   | Berlin ABC                                                                           | 9.60 ユーロ | 同上            |